# Sinobambusa sat
Sinobambusa sat är en gräsart som först beskrevs av Benedict Balansa, och fick sitt nu gällande namn av Chi Son Chao och Stephen Andrew Renvoize. Sinobambusa sat ingår i släktet Sinobambusa och familjen gräs. Inga underarter finns listade i Catalogue of Life.